# Distretto di Ayapata
Il distretto di Ayapata è un distretto del Perù, facente parte della Provincia di Carabaya, nella Regione di Puno.